# Nightsleeper (mini-série)
Nightsleeper, ou Alerte sur le Nightsleeper au Québec, est une mini-série britannique en six épisodes de 58 minutes créée et écrite par Nick Leather, diffusée du 15 au 30 septembre 2024 sur BBC One.
En France, elle est diffusée à partir du 9 octobre 2024 sur TF1, et au Québec à partir du 12 février 2025 sur Séries Plus.

## Synopsis
Lorsqu’un mystérieux dispositif prend le contrôle du train de nuit « Heart of Britain » reliant Glasgow à Londres, douze passagers se trouvent piégés à bord. Le train, désormais incontrôlable et coupé de toute communication extérieure, plonge dans le chaos.
Joe Roag, un ancien policier, parvient à établir un contact avec Abby Aysgarth, directrice de la cybersécurité, grâce à un téléphone satellite. Très vite, Abby et son équipe réalisent que l'ensemble du réseau ferroviaire a été piraté, rendant la situation bien plus critique.
Malgré la distance et sans jamais s'être rencontrés, Joe et Abby unissent leurs efforts pour stopper le train et sauver les passagers en péril.

## Distribution

### Passagers
- Joe Cole (VF : Benoît Cauden) : Joseph Roag
- Ruth Madeley (VF : Olivia Luccioni) : Chrissy Doolan
- James Cosmo (VF : Jean-Claude Donda) : Fraser Warren
- Katie Leung (VF : Jade Phan-Gia) : Rachel Li
- Sharon Small (VF : Anne Rondeleux) : Liz Draycott
- Alex Ferns (en) (VF : Thierry Kazazian) : Arran Moy
- Daniel Cahill : Danny Geoghan
- Leah MacRae (en) (VF : Angèle Humeau) : Sophie Warren
- Scott Reid : William McCloud
- Sharon Rooney (VF : Vanessa Van-Geneugden) : Yasmin Brown
- Adam Mitchell (VF : Jessy Dubuis) : Max « Mouse » Ellis
- Lois Chimimba (VF : Camille Béchon) : Erin Connolly

### Gouvernement britannique
- Alexandra Roach (VF : Marie Chevalot) : Abby Aysgarth
- David Threlfall (VF : Michel Dodane) : Paul « Pev » Peveril
- Pamela Nomvete (en) (VF : Maïk Darah) : Nicola Miller
- Parth Thakerar (VF : Julien Sibre) : Saj Sidhu
- Gabriel Howell (VF : Gabriel Bismuth-Bienaimé) : Tobi McKnight
- Jasmine Naziha Jones (VF : Mayte Perea López) : Zed Hylton
- Micah Balfour (en) (VF : Daniel Njo Lobé) : Leon Parhill
- Jonjo O'Neill (en) : Mark Hudson

### Autres
- Remy Beasley (en) (VF : Ninon Moreau) : Meg Hooton, l'amie d'Abby

 Source et légende : version française (VF) sur RS Doublage

## Audiences

### Diffusion télévisuelle en France en 2024
En France, la série est diffusée les mercredis à 21 h 10 sur TF1 par salves de deux épisodes du 9 au 23 octobre 2024.
| Épisode | Diffusion                | Diffusion     | Audience moyenne          | Audience moyenne                       | Audience moyenne | Réf.  |
| Épisode | Jour                     | Horaire       | Nombre de téléspectateurs | Part de marché (sur les 4 ans et plus) | Classement       | Réf.  |
| ------- | ------------------------ | ------------- | ------------------------- | -------------------------------------- | ---------------- | ----- |
| 1       | Mercredi 9 octobre 2024  | 21:10 - 22:05 | 3 250 000                 | 17,4 %                                 | 1er              | [ 4 ] |
| 2       | Mercredi 9 octobre 2024  | 22:05 - 23:00 | 2 660 000                 | 18,3 %                                 | 2e               | [ 4 ] |
| 3       | Mercredi 16 octobre 2024 | 21:10 - 22:05 | 2 560 000                 | 12,8 %                                 | 3e               | [ 4 ] |
| 4       | Mercredi 16 octobre 2024 | 22:05 - 23:00 | 2 240 000                 | 13,9 %                                 | 3e               | [ 4 ] |
| 5       | Mercredi 23 octobre 2024 | 21:10 - 22:05 | 2 340 000                 | 11,6 %                                 | 3e               | [ 4 ] |
| 6       | Mercredi 23 octobre 2024 | 22:05 - 23:00 | 2 070 000                 | 12,4 %                                 | 3e               | [ 4 ] |

- Les plus hauts chiffres d'audience
- Les plus bas chiffres d'audience